# Bancada
A bancada é um móvel maciço sobre o qual os artesãos podem fixar materiais e trabalhá-los em melhores condições. Muito utilizado em atividades de carpintaria e bricolagem.

## Composição
- Pernas: suportam o peso e dão rigidez ao conjunto. É necessário que tenham resistência suficiente para aguentar o peso dos elementos da bancada mais o peso  adicional dos objetos que são colocados sobre a bancada e ainda das forças que serão aplicadas para trabalhar. As pernas podem terminar em rodas de metal, no caso de bancas de trabalho móvel. Podem ser colocadas caixas em vez de pernas, a fim de aproveitar o espaço sob a bancada para armazenar ferramentas, peças e outros itens.
- Bancada: também chamada topo, é a parte do móvel em que trabalho é feito. Deve ser uma superfície plana, larga o suficiente e livre de obstáculos. A altura deve ser determinada para o trabalho ser feito de pé ou sentado. Pode ser de metal ou de madeira. As de madeira podem ter vários revestimentos para melhorar o acabamento ou para proteger o móvel de golpes e produtos químicos agressivos, tais como ácidos ou óleos. Em bancadas especialmente projetadas para o trabalho eletrônica a parte superior é revestida com uma chapa condutora, para proteger os equipamentos elétricos de cargas eletrostáticas.
- Acessórios: uma bancada deve acomodar todas as ferramentas e componentes necessários para o trabalho. Esses elementos devem estar sempre disponíveis e não deve obstruir o trabalho do operador. Um dos mais comuns é a morsa. A bancada  pode ser equipadA com prateleiras, caixas plásticas, iluminação, tomadas elétricas e pneumáticas, painéis e ganchos perfurados, porta-ferramentas etc.

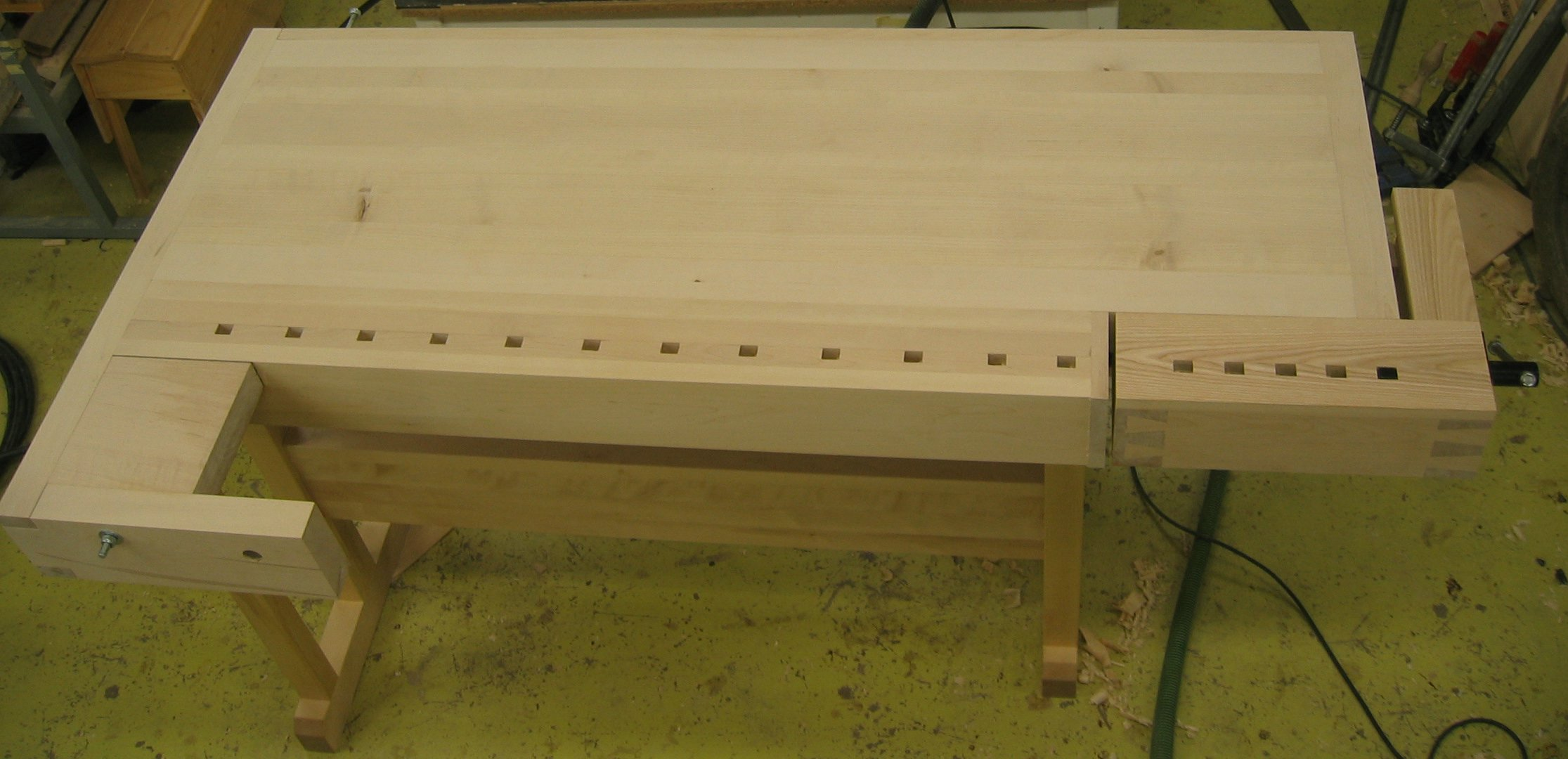
Uma bancada de estilo europeu